# Steatomys parvus
Steatomys parvus е вид гризач от семейство Мишкови (Muridae). Видът не е застрашен от изчезване.

## Разпространение
Разпространен е в Ангола, Ботсвана, Етиопия, Замбия, Зимбабве, Кения, Мозамбик, Намибия, Танзания, Уганда и Южен Судан.

## Описание
Теглото им е около 5 g.
Популацията на вида е стабилна.